# تام وایت (بازیکن فوتبال، زاده ۱۹۷۶)
تام وایت (انگلیسی: Tom White؛ زادهٔ ۲۶ ژانویهٔ ۱۹۷۶) بازیکن فوتبال اهل انگلستان است.
از باشگاه‌هایی که در آن بازی کرده‌است می‌توان به راورز، یئوویل تاون و ووکینگ اشاره کرد.